# Teatro municipal de Túnez
El teatro municipal de Túnez (en árabe المسرح البلدي بتونس, en francés Théâtre municipal de Tunis) es el teatro principal de la capital tunecina y uno de los teatros más famosos de la Túnez moderna. Es monumento histórico catalogado de Túnez.
Construido en estilo Art Nouveau en la avenida Jules-Ferry (renombrada como avenida Habib-Bourguiba), se inauguró el 20 de noviembre de 1902. Entonces fue inaugurado con el nombre de Casino Municipal de Túnez.

## Historia
El edificio, conocido coloquialmente como "bonbonnière" (bombonera) por su forma. Fue diseñado por el arquitecto Jean-Émile Resplandy, autor de muchos otros edificios de Túnez y arquitecto de la familia Beylicale. El alto relieve de la fachada, que representa a Apolo rodeado por las Musas de la Poesía y el Drama, es obra del escultor francés Jean-Baptiste Belloc. La construcción fue financiada por el municipio de Túnez. 
La primera versión del teatro, cuya capacidad no superaba las 856 plazas, fue demolida en 1909. El teatro se transformó y se amplió para acomodar 1350 asientos en cuatro niveles (orquesta, balcón, mezzanine y galería). La nueva sala, de la que solo queda intacta la fachada exterior, se inauguró de nuevo el 4 de enero de 1911. Una renovación total del teatro fue llevada a cabo en 2001 en vista de su centenario. 
En más de un siglo el Teatro Municipal de Túnez ha acogido en sus tablas a artistas importantes de la escena tunecina e internacional, entre los que se encuentran Sarah Bernhardt, Salama Hegazi, Gerard Philipe, Jean Marais, Aly Ben Ayed y muchos otros. El 27 de marzo de 1970, el cantante Ali Riahi falleció en el escenario a causa de un ataque al corazón. En junio de 2013, la coreana K-Pop Lunafly eligió el teatro municipal para un concierto en Túnez.
Por otro lado, el teatro municipal acoge las ceremonias de apertura y clausura del Festival de cine de Cartago.

## Galería

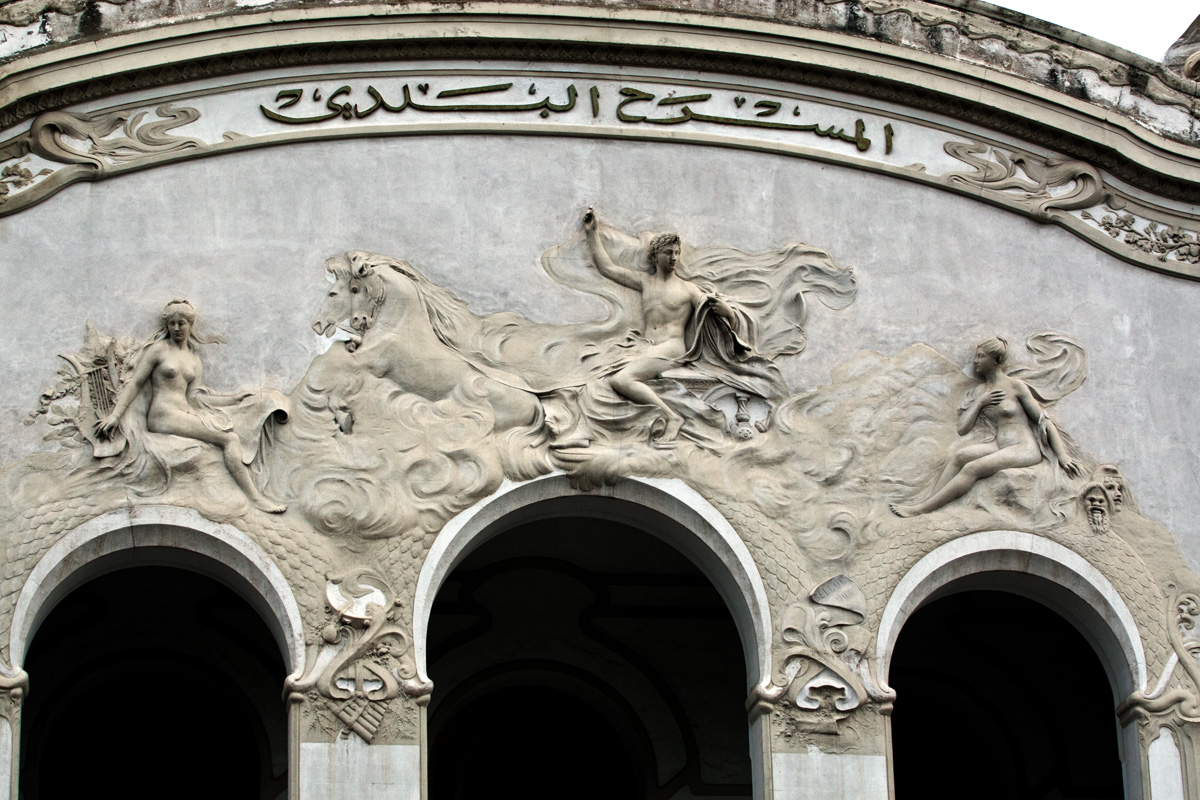
Apolo rodeado de las musas de la poesía y el drama de Jean-Baptiste Belloc, bajorrelieve de la fachada.
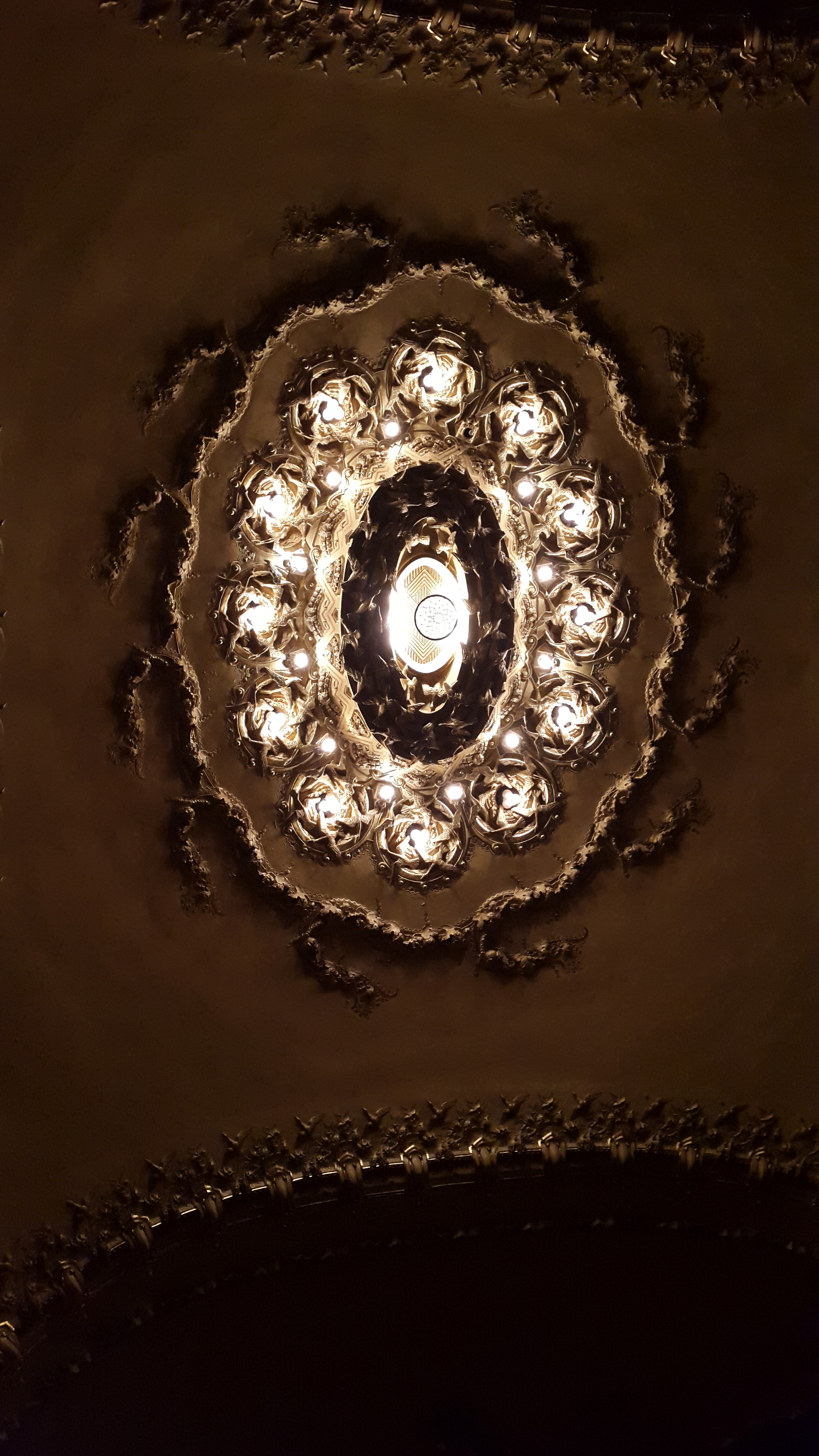
Rosetón del techo de la sala principal.
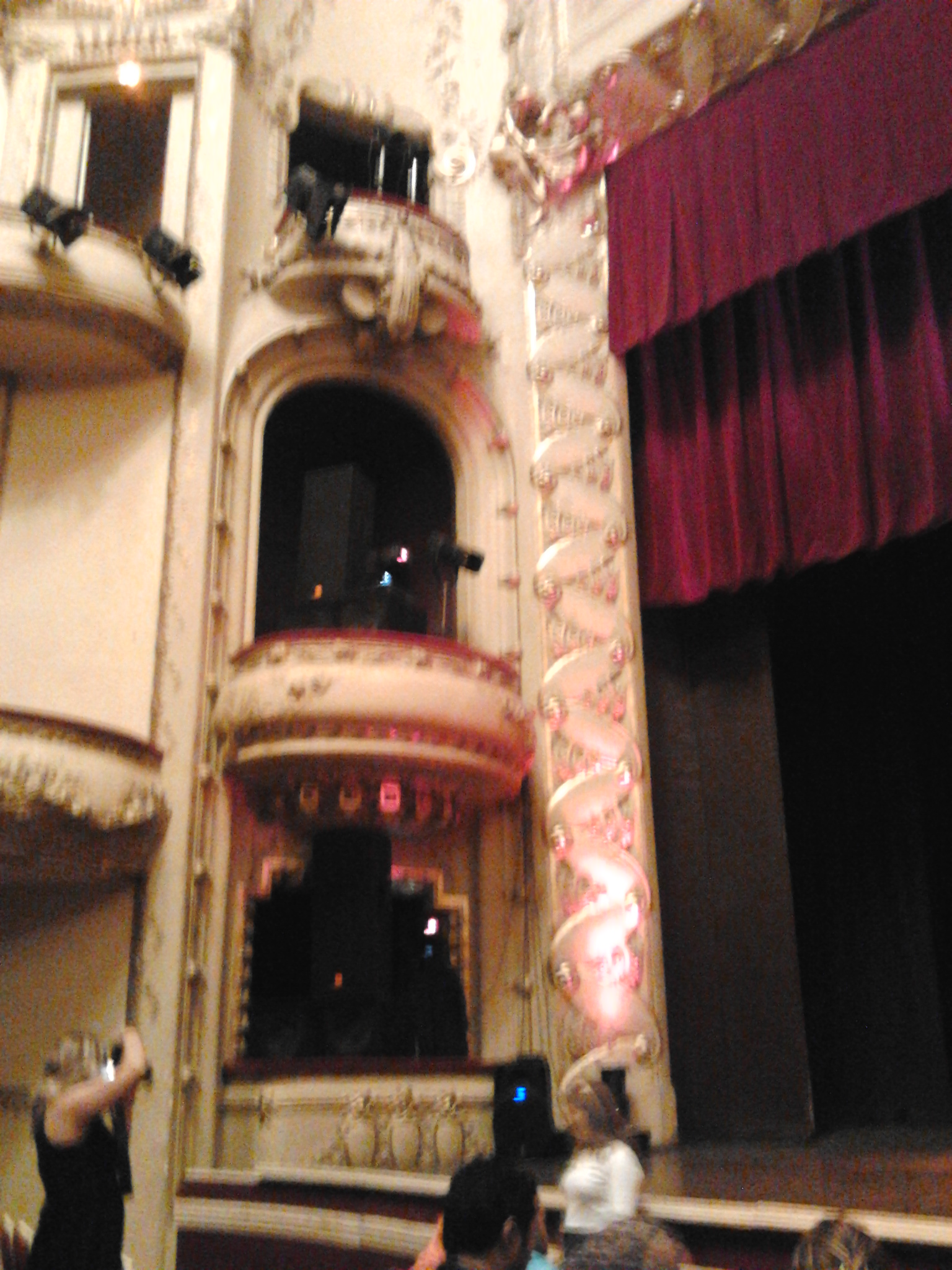
Balcón.
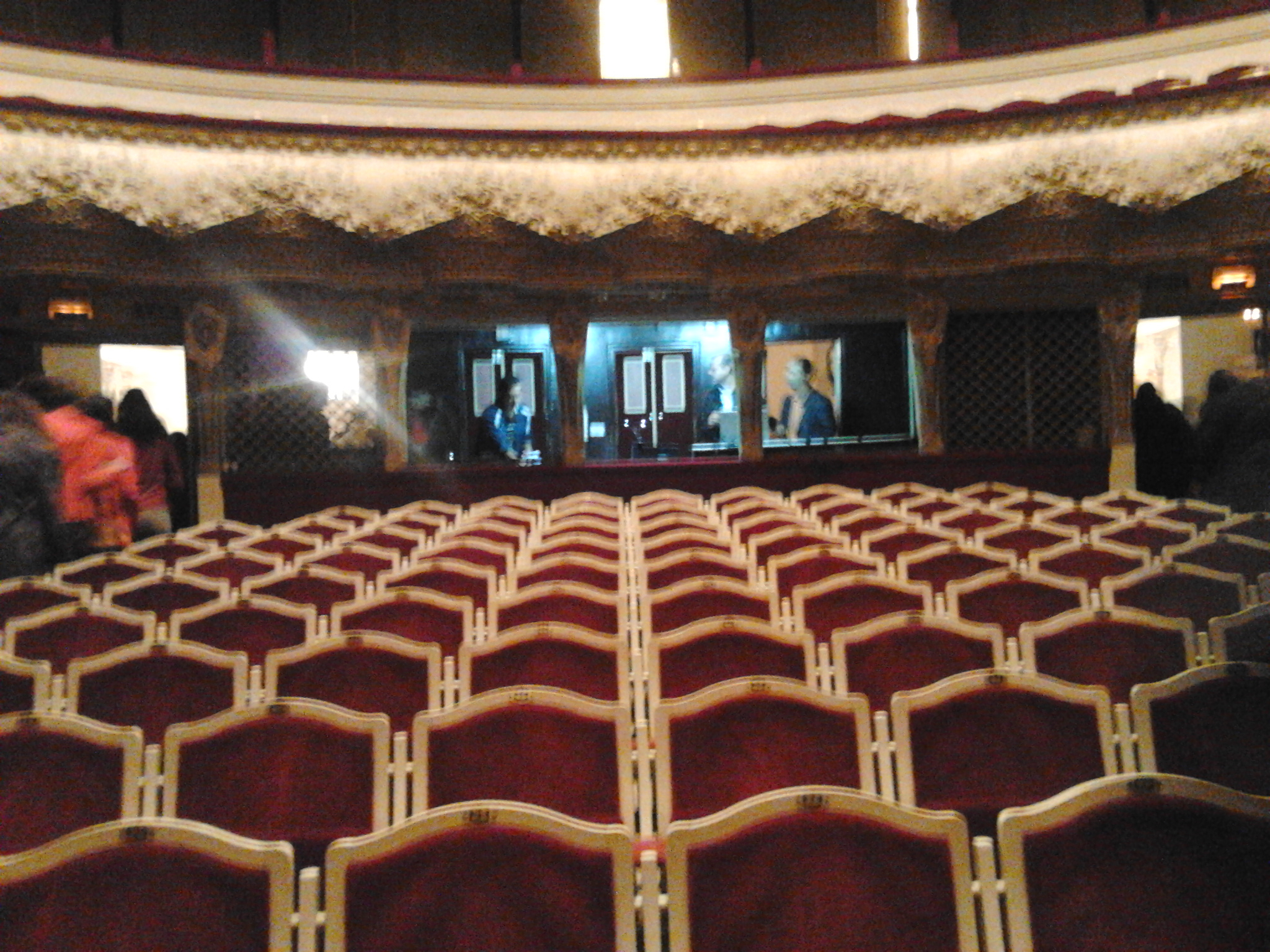
Vista del interior.
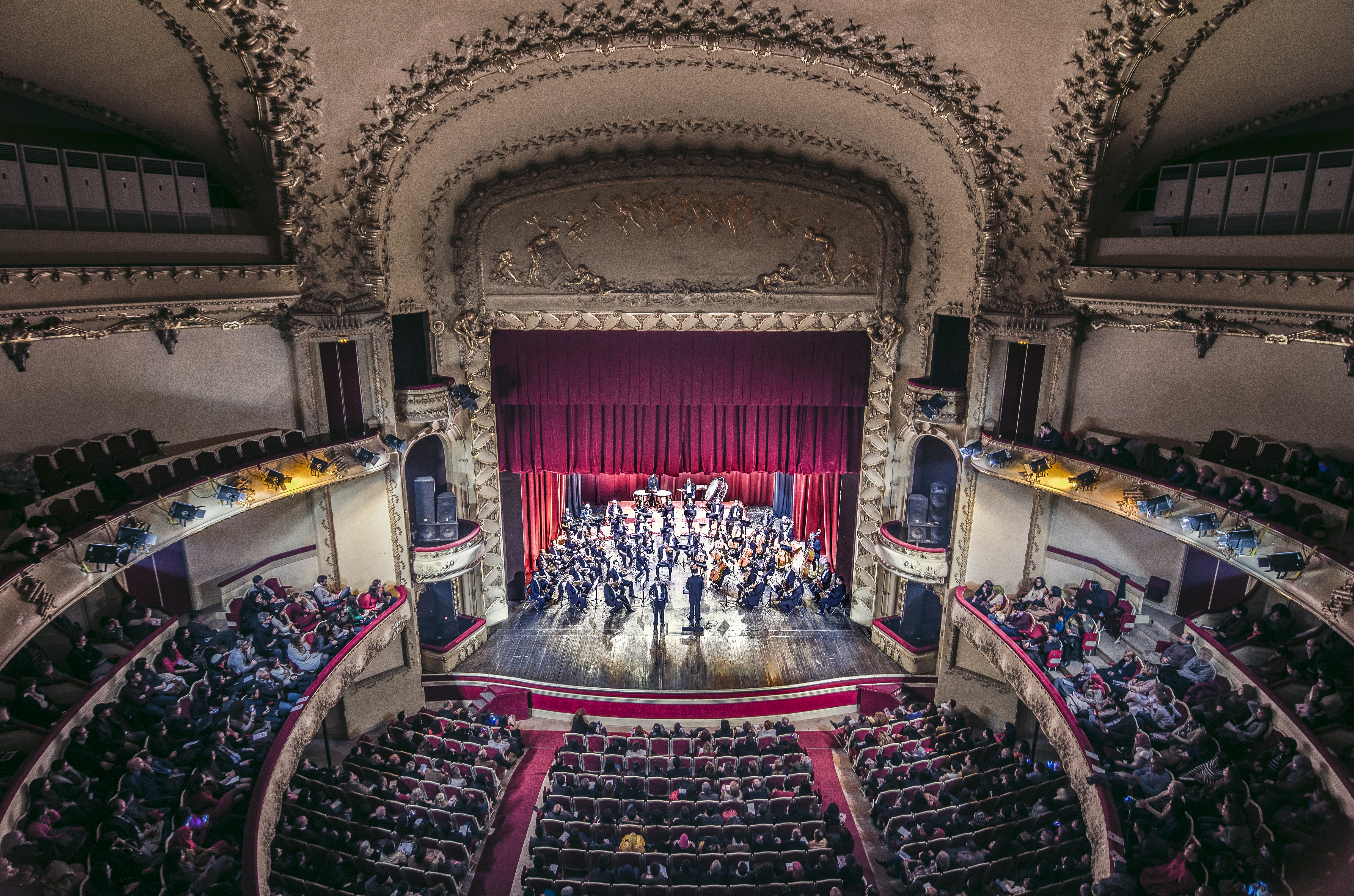
Vista de la escena.
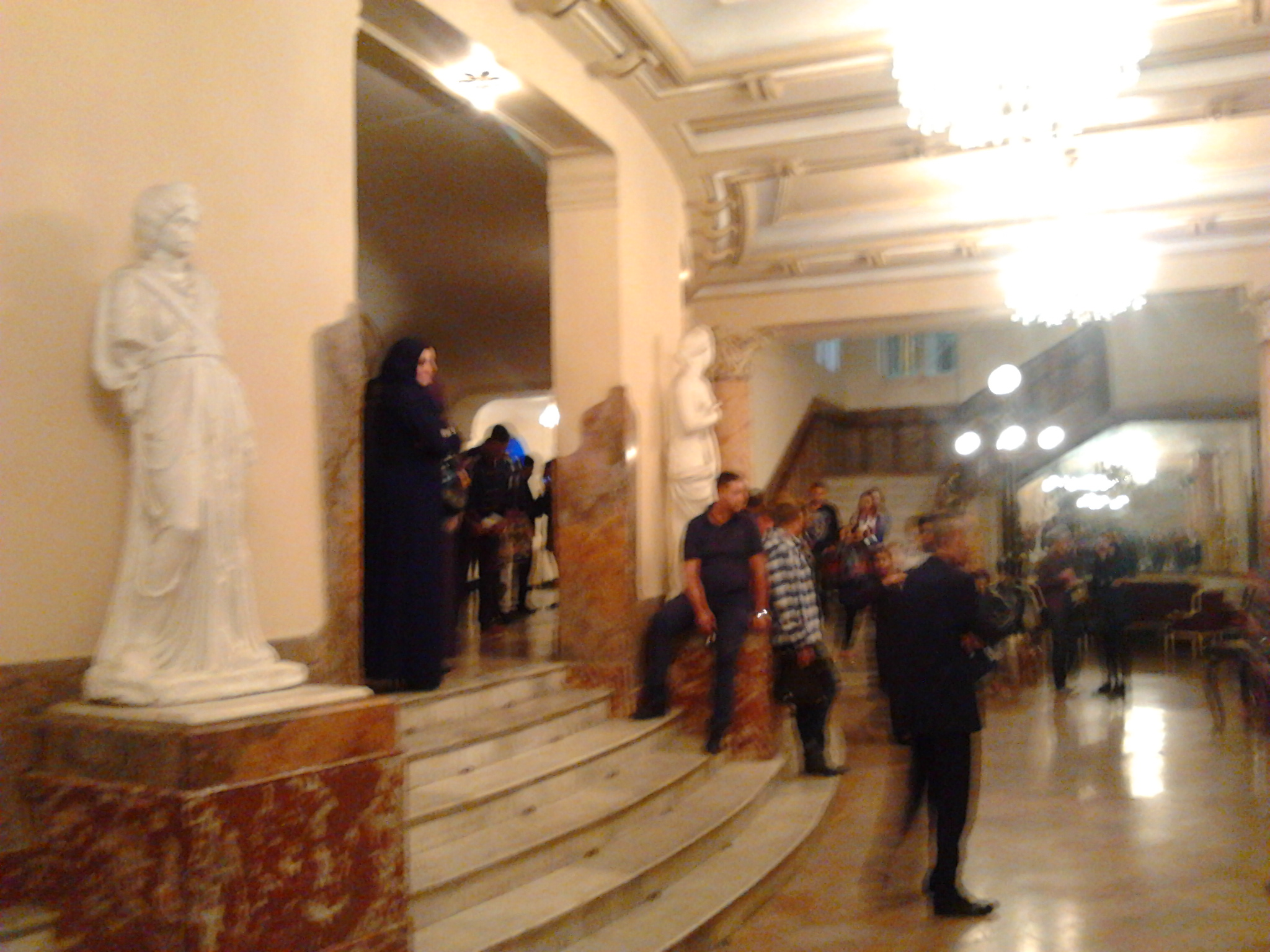
Hall de entrada.